# NotCo
NotCo es una empresa chilena de tecnología alimentaria que produce alternativas de origen vegetal a los productos alimenticios de origen animal. NotCo fue fundada en 2015 por Matias Muchnick, Pablo Zamora y Karim Pichara y utiliza el aprendizaje automático para replicar productos lácteos en formas basadas en plantas. NotCo es la empresa de alimentos de más rápido crecimiento en América Latina.

## Historia
NotCo fue fundada en Chile en 2015 por Matias Muchnick, Pablo Zamora y Karim Pichara; tres tecnólogos. Actualmente la empresa es propiedad parcial de The Craftory, Bezos Expeditions de Jeff Bezos y otros.
Se creó con el objetivo de utilizar inteligencia artificial. Su algoritmo, Giuseppe, que fue patentado en 2021, utiliza listas de ingredientes vegetales para encontrar las combinaciones ideales para recrear atributos alimentarios específicos. Esto tiene como objetivo replicar varios sabores, texturas y comportamientos de cocina de los alimentos. Su NotMilk incluye piña y repollo, lo que le permite cocinar de la misma manera que la leche de vaca.

### Productos
La línea de productos actual de NotCo incluye NotMayo, NotMilk (2% y total), NotIceCream y NotBurger. A medida que NotCo se expandió de Chile a Brasil y al resto de América Latina, llevó estos productos a nuevos mercados. A partir de 2021 al mercado de EE. UU. donde solo tiene NotMilk, el cual se vende al por menor en Whole Foods Market, Sprouts Farmers Market, Wegmans y otros.
En Chile, ha registrado distintas marcas para sus próximos productos. Un ejemplo claro de esto es Not Salchicha.  La empresa fue consultada por Diario La Tercera, pero no entregó mayor detalles sobre la fecha de lanzamiento de este producto. Tiempo atrás, la foodtech registró la denominativa "Wanna Plants by NotCo", solicitado el uso de dicha marca para “Servicios de restaurante; servicios de salones de té; fuente de soda; restaurantes de autoservicio; restaurantes de servicio rápido y permanente (snack-bar); servicios de cafetería; servicios de preparación de alimentos o bebidas para el consumo; servicios de bar; pubs; (...) servicios de banquetería. Servicios de sandwicheria y heladería”.

### Colaboraciones
A partir de 2021, 'NotMeat' se utiliza en todo Chile, donde ofrece opciones vegetarianas de las pizzerías de Burger King y Papa John's. Durante el 2022, la foodtech se asoció con el gigante The Kraft Heinz Company, creando una empresa conjunta para desarrollar versiones plant based de los productos del gigante norteamericano de alimentos.

### Inversiones
En septiembre de 2020, recaudó 85 millones de dólares en una ronda de financiación de la Serie C. Entre sus inversores se incluyen el fondo de capital riesgo de la marca retador The Craftory, Bezos Expeditions de Jeff Bezos y otros. Es probable que esta financiación se haya utilizado para financiar el debut de NotCo en EE. UU., en noviembre de 2020.

## Controversias
La firma de innovación en alimentos no ha estado exenta de complicaciones y controversias. Un caso emblemático de ello es el juicio por competencia desleal que la enfrenta con la Asociación Gremial de Productores de Leche de la Región de Los Ríos (Aproval) desde 2021. El gremio acusa a la foodtech de presentar su producto emblema Not Milk como sustitutivo de la leche y generar una campaña para posicionar esta última como un alimento pernicioso para la salud y cuya producción sería contaminante. Esta disputa legal generó que el propio cofundador y CEO de la empresa tuviese que dejar Nueva York y acudir a la ciudad de Valdivia en el sur de Chile para declarar ante el 1.er Juzgado Civil.
En medio de esta controversia legal, NotCo ha defendido su derecho a emplear el término Milk (leche) para su bebida vegetal. Por lo mismo, no ha modificado, ni mucho menos retirado dicho producto del mercado. Es más, en junio de 2022, la foodtech solicitó la inscripción de nuevas marcas ante el Inapi para su producto estrella. Específicamente, registró las siguientes denominativas: “Close Enough Milk” (Suficientemente cercano a leche), “Milkn’t” (es un juego gramatical que significa “No leche”), “Milk Free” (Libre leche), “Just Like Milk” (Justo como leche), “Ain’t Milk” (No es leche) y “Kinda Milk” (Es como leche).

## Premios
En 2021, NotCo fue anunciada entre las "Empresas más innovadoras del mundo" de Fast Company.